# Gisela Richter (Malerin)
Gisela Richter (* 16. Februar 1940 in Zeitz; † 6. November 2008 in Erfurt) war eine deutsche Malerin und Grafikerin.

## Leben und Werk
Gisela Richter studierte von 1959 bis 1963 am Institut für Kunsterziehung der Karl-Marx-Universität Leipzig, u. a. bei Gabriele Meyer-Dennewitz. 1961 zog sie nach Erfurt, wo sie nach Studienabschluss als Diplom-Kunsterzieherin ab 1963 erst als Kunsterzieherin und ab 1975 als freischaffende Künstlerin arbeitete. Ihre weitere künstlerische Ausbildung hatte sie autodidaktisch und durch Fernstudium in Leipzig erfahren. Dabei verkehrte sie in Leipzig im Freundeskreis von Roland R. Richter und Hans Schulze.  Sie unternahm Reisen u. a. in die CSSR, nach Ungarn und in die Sowjetunion und nach der deutschen Wiedervereinigung immer wieder in südliche Landschaften, insbesondere nach Venedig, in die Toskana und nach Südfrankreich, wobei sie ganze Werkzyklen schuf. Außer der Malerei und Grafik gestaltete sie u. a. auch Arbeiten aus Email.
Als Mitinitiatorin gehörte Gisela Richter 1990 zu den Gründerinnen von „D 206 – Die Thüringer Sezession“, deren Leitung sie von 1993 bis 1995 innehatte. Ab 1995 war sie berufenes Mitglied der Kunstkommission der Stadt Erfurt und von 2001 bis 2002 des Kunstbeirats des Landes Thüringen.
Den Nachlass von Gisela Richter betreut ihr Neffe Nils Funke. 2019 erhielt das Museum Schloss Moritzburg in Zeitz eine Schenkung von 140 Gemälden, Grafiken und Objekten aus ihrem Werk.

## Mitgliedschaften
- 1972–1990: Verband Bildender Künstler der DDR
- Ab 1990: Verband Bildender Künstler Thüringen im BBK

## Rezeption
„… das reiche Spektrum ihrer Ausdrucksmöglichkeiten von der zartesten zeichnerischen Beobachtung Thüringer Landschaften über fließende Aquarelle vom Wolgaufer und expressive abstrakte Kompositionen auf Email bis hin zur kraftvollen großformatigen Farbexplosion nach Impressionen von Italienreisen …“
„Herausragende Bedeutung im Werk Gisela Richters erlangten insbesondere die Begegnungen mit der Lagunenstadt Venedig und der Landschaft der Toskana, deren Tektonik, Rhythmus und erdfarbenen Schattierungen sie nachspürte. Mit Venedig verband sich für Gisela Richter auf ganz besondere Weise das Erlebnis vom Licht des Südens mit der artifiziellen, vom Menschen geschaffenen Natur, der wie Skulpturen in Stein gehauenen Stadt einerseits und der aufgewühlten, bisweilen vom Nebel verhangenen oder der in gleißendes Licht getauchten, flirrenden Erscheinung der Kanäle, der Lagune und des Meers andererseits.“

## Werke (Auswahl)
- Große Landschaft bei Schellroda (Tafelbild, Öl; 1977; im Bestand des Angermuseums Erfurt)[3]
- Am Strand von Gagra (Tafelbild, Öl; 1979/1981; ausgestellt 1982/1983 auf der IX. Kunstausstellung der DDR)[3]
- Weinberglandschaften (Grafikfolge; u. a. Unstrutlandschaft; Lithografie, 1980/1981; ausgestellt 1982/1983 auf der IX. Kunstausstellung der DDR)[3]
- Burg am Horizont (Lithografie, 1984; im Bestand des Schlossmuseums Arnstadt)[3]
- Canale Grande II (Tafelbild, Acryl; 2005; im Bestand des Museums Schoss Moritzburg)[4]

## Ausstellungen (unvollständig)

### Einzelausstellungen
- 1990: Erfurt, Galerie erph (Malerei und Graphik)
- 1994: Jena, Jenaer Kunstverein („Affirmation, Negation: Bilder auf Papier, Übermalungen eigener Lithografien und Algrafien“)
- 2000: Sondershausen, Schlossmuseum („Terra di Siena. Malerei“)
- 2002: Rudolstadt, Thüringer Landesmuseum Heidecksburg
- 2004: Venedig, Palazzo Albrizzi
- 2010: Creuzburg, Galerie Creuzburg
- 2010: Erfurt, Galerie Waidspeicher des Kulturhofs zum Güldenen Krönbacken („Gisela Richter, Retrospektive – Malerei, Graphik, Email“)
- 2017: Magdeburg, Galerie Himmelreich (mit der Schmuckgestalterin Gabriele Putz)
- 2020: Zeitz, Museum Schloss Moritzburg (Malerei, Grafik, Emaille)

### Teilnahme wichtigen zentralen und regionalen Ausstellungen in der DDR
- 1973: Erfurt, Gelände der Internationalen Gartenbauausstellung („Junger Künstler der Bezirke Erfurt, Suhl und Gera“)
- 1974/1975: Frankfurt/Oder, Galerie Junge Kunst („Junge Künstler '74. 1. Ausstellung junger bildender Künstler der DDR“)
- 1975, 1979 und 1984: Erfurt, Bezirkskunstausstellungen
- 1978: Weimar, Kunsthalle am Theaterplatz („intermezzo“)
- 1981: Erfurt, Galerie am Fischmarkt im Haus zum „Roten Ochsen“ („Aquarelle in der DDR“)
- 1982/1983: Dresden, IX. Kunstausstellung der DDR
- 1985: Erfurt, Gelände der Internationalen Gartenbauausstellung („Künstler im Bündnis“)